# Holland's Next Top Model (mùa 7)
Holland's Next Top Model, Mùa 7 là mùa thứ bảy của Holland's Next Top Model. Nó được công chiếu vào ngày 1 tháng 9 năm 2014. Mùa giải được host bởi Anouk Smulders và dàn giám khảo mới đã được giới thiệu.
Điểm đến quốc tế của mùa này là New York dành cho top 9.
Người chiến thắng trong cuộc thi này là Nicky Opheij, 19 tuổi từ Noord-Brabant. Cô giành được: 1 hợp đồng người mẫu với Touché Models trị giá €50,000, lên ảnh bìa của tạp chí Amayzine.com và 1 chiếc Renault Twingo.

## Các thí sinh
(Tuổi tính từ ngày dự thi)
| Thí sinh         | Tuổi | Chiều cao               | Quê quán      | Bị loại ở | Hạng  |
| ---------------- | ---- | ----------------------- | ------------- | --------- | ----- |
| Quinty Henskens  | 16   | 1,79 m (5 ft 10+1⁄2 in) | Overijssel    | Tập 1     | 13    |
| Aniek Arisse     | 17   | 1,74 m (5 ft 8+1⁄2 in)  | Gelderland    | Tập 2     | 12    |
| Sagal Suleiman   | 24   | 1,74 m (5 ft 8+1⁄2 in)  | Flevoland     | Tập 3     | 11–10 |
| Roos Samwel      | 16   | 1,72 m (5 ft 7+1⁄2 in)  | Noord-Holland | Tập 3     | 11–10 |
| Allison Augustus | 16   | 1,80 m (5 ft 11 in)     | Limburg       | Tập 4     | 9     |
| Lincey Hegener   | 17   | 1,76 m (5 ft 9+1⁄2 in)  | Noord-Holland | Tập 5     | 8–7   |
| Holly Brood      | 19   | 1,72 m (5 ft 7+1⁄2 in)  | Noord-Holland | Tập 5     | 8–7   |
| June Walton      | 21   | 1,78 m (5 ft 10 in)     | Noord-Holland | Tập 6     | 6     |
| Liz Lucasse      | 22   | 1,72 m (5 ft 7+1⁄2 in)  | Zeeland       | Tập 7     | 5     |
| Aisha Kazumba    | 20   | 1,81 m (5 ft 11+1⁄2 in) | Overijssel    | Tập 9     | 4     |
| Debbie Dhillon   | 19   | 1,74 m (5 ft 8+1⁄2 in)  | Noord-Holland | Tập 9     | 3     |
| Sanne de Roo     | 21   | 1,80 m (5 ft 11 in)     | Groningen     | Tập 9     | 2     |
| Nicky Opheij     | 19   | 1,81 m (5 ft 11+1⁄2 in) | Noord-Brabant | Tập 9     | 1     |

## Kết quả
| 1  | Debbie  | Sanne   | Aisha   | June       | Liz     | Sanne  | Sanne  | Nicky  | Nicky  |  |  |
| 2  | Allison | Allison | Holly   | Debbie     | June    | Liz    | Debbie | Debbie | Sanne  |  |  |
| 3  | Lincey  | Nicky   | Nicky   | Aisha      | Sanne   | Debbie | Nicky  | Sanne  | Debbie |  |  |
| 4  | Nicky   | Debbie  | Sanne   | Holly      | Aisha   | Aisha  | Liz    | Aisha  | Aisha  |  |  |
| 5  | June    | Aniek   | June    | Nicky      | Lincey  | Nicky  | Aisha  | Liz    |        |  |  |
| 6  | Aniek   | Aisha   | Lincey  | Sanne      | Nicky   | June   | June   |        |        |  |  |
| 7  | Holly   | Sagal   | Allison | Allison    | Debbie  | Lincey |        |        |        |  |  |
| 8  | Sagal   | June    | Liz     | Liz        | Holly   | Holly  |        |        |        |  |  |
| 9  | Liz     | Liz     | Debbie  | Lincey     | Allison |        |        |        |        |  |  |
| 10 | Aisha   | Holly   | Sagal   | Roos Sagal |         |        |        |        |        |  |  |
| 11 | Quinty  | Lincey  | Roos    | Roos Sagal |         |        |        |        |        |  |  |
| 12 | Roos    | Roos    | Aniek   |            |         |        |        |        |        |  |  |
| 13 |         | Quinty  |         |            |         |        |        |        |        |  |  |

     Thí sinh bị loại
     Thí sinh chiến thắng cuộc thi
- Thứ tự gọi tên chỉ lần lượt từng người an toàn
- Ở tập 1, Sanne được thêm vào cuộc thi.
- Ở tập 9, Aisha & Debbie bị loại bởi giám khảo trước khi cộng đồng bầu chọn người chiến thắng.

### Buổi chụp hình
- Tập 1: Video mở đầu chương trình
- Tập 2: Thiết kế của Winde Rienstra ở bãi rác
- Tập 3: Ảnh quảng cáo xe Renault Twingo bay tren trời
- Tập 4: Tự tạo kiểu và vị trí chụp ở Quảng trường Thời Đại
- Tập 5: Ảnh quảng cáo Colgate ở trạm cứu hỏa
- Tập 6: Treo trên vòng đu với trang sức Zinzi
- Tập 7: Ảnh trắng đen khỏa thân phần trên với chuỗi ngọc trai
- Tập 9: Ảnh bìa tạp chí Amayzine.com